# Helianthemum carmen-joanae
Helianthemum carmen-joanae är en solvändeväxtart som beskrevs av J. Mansanet och I. Mateu. Helianthemum carmen-joanae ingår i släktet solvändor, och familjen solvändeväxter. Inga underarter finns listade i Catalogue of Life.